# Renträsket (Arvidsjaurs socken, Lappland, 728523-168267)
Renträsket är en sjö i Arvidsjaurs kommun i Lappland och ingår i Åbyälvens huvudavrinningsområde. Sjön har en area på 0,115 kvadratkilometer och ligger 348 meter över havet. Renträsket ligger i Åbyälven Natura 2000-område.

## Delavrinningsområde
Renträsket ingår i det delavrinningsområde (728328-168345) som SMHI kallar för Inloppet i Serrejaure. Medelhöjden är 377 meter över havet och ytan är 10,06 kvadratkilometer. Räknas de 16 avrinningsområdena uppströms in blir den ackumulerade arean 280,08 kvadratkilometer. Avrinningsområdets utflöde Åbyälven mynnar i havet. Avrinningsområdet består mestadels av skog (60 procent) och sankmarker (28 procent). Avrinningsområdet har 0,11 kvadratkilometer vattenytor vilket ger det en sjöprocent på 1,1 procent.